# Deutsche Auswanderer-Datenbank

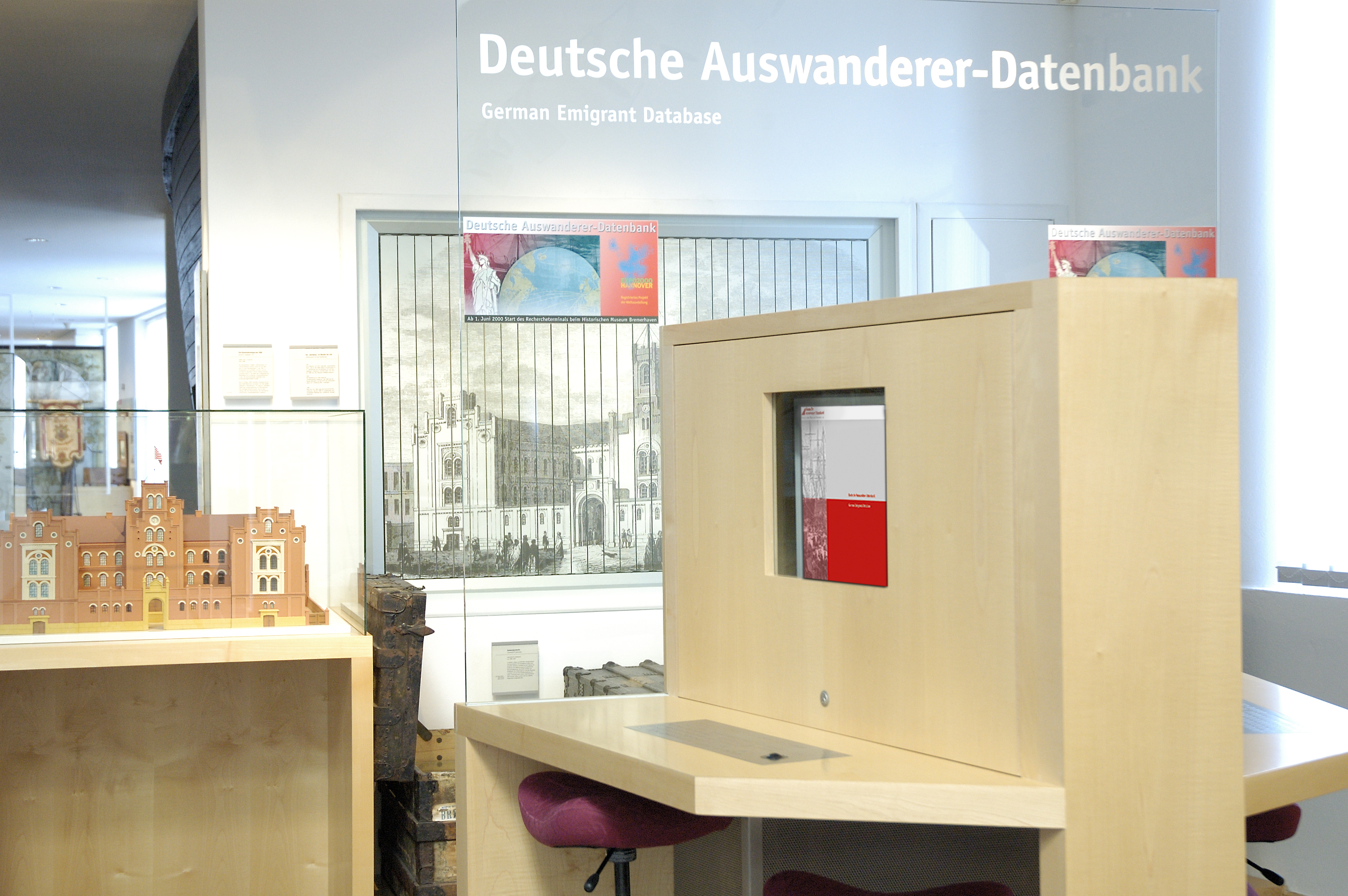
DAD-Terminal im Historischen Museum Bremerhaven

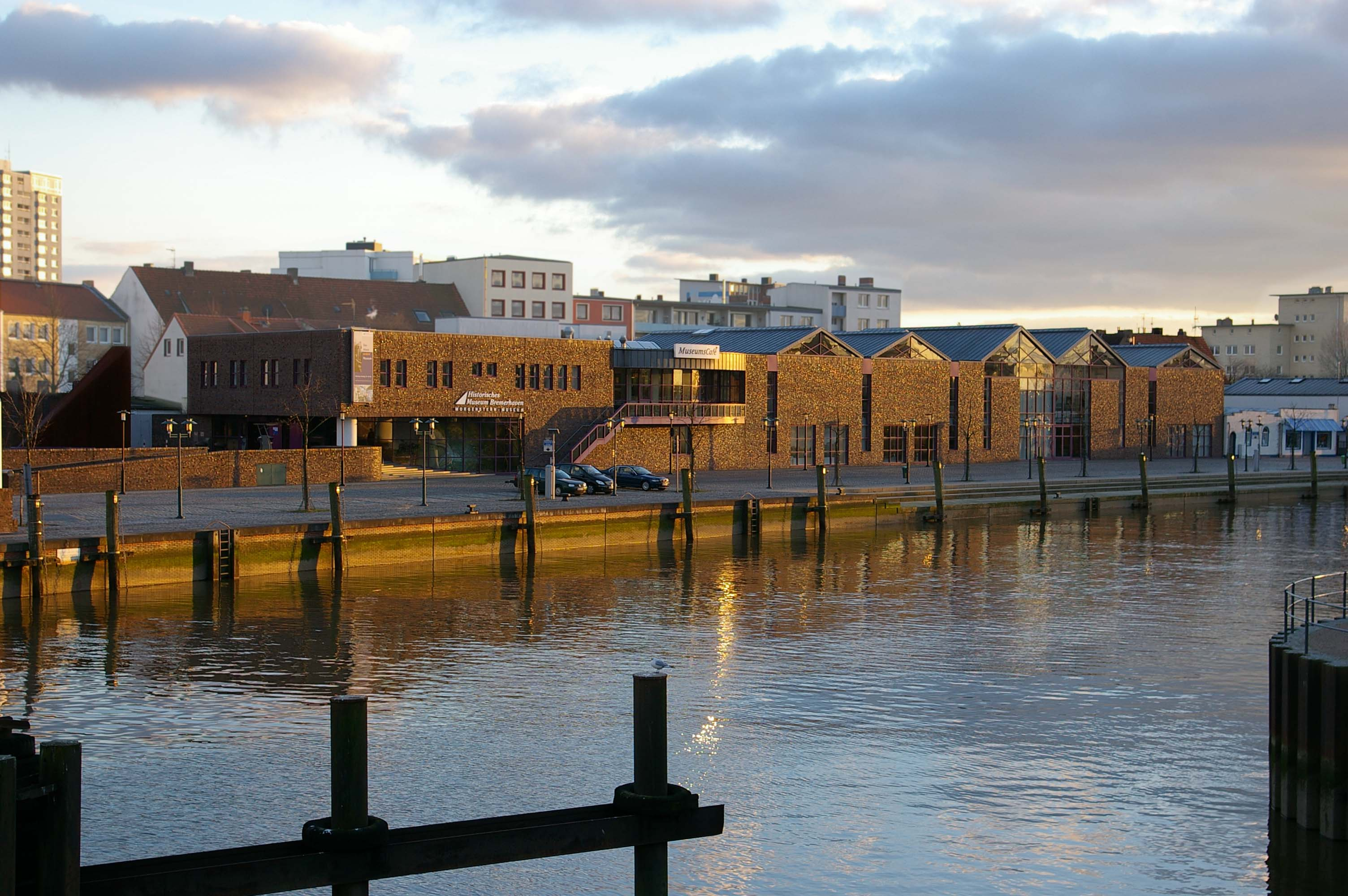
Historisches Museum Bremerhaven, Außenansicht

Die Deutsche Auswanderer-Datenbank (DAD) am Historischen Museum Bremerhaven ist ein Forschungsprojekt über die europäische Auswanderung in die Vereinigten Staaten von Amerika. Die Datenbank enthält Informationen zu Personen, die im Zeitraum von 1820 bis 1939 vornehmlich über deutsche Häfen in die USA ausgewandert sind. Ziel ist es, die gesammelten Daten der historischen und sozialwissenschaftlichen Forschung zugänglich zu machen. Außerdem ermöglicht die DAD die Recherche nach ausgewanderten Vorfahren. Die DAD wird durch Spendengelder, Sponsoren und Recherche-Gebühren finanziert. Die Erlöse werden vollständig zum weiteren Aufbau der Datenbank verwendet. Träger der DAD ist der gemeinnützige Förderkreis Historisches Museum Bremerhaven e. V.

## Passagierlisten

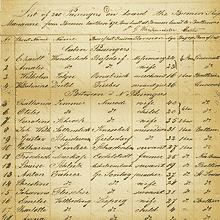
Passagierliste von 1853

Die erfassten Daten beruhen auf den Passagierlisten der Auswandererschiffe. Diese Listen mussten bei der Ankunft in den USA den amerikanischen Einwanderungsbehörden vorgelegt werden. Die Ausführlichkeit der erfassten Daten veränderte sich je nach den Anforderungen der amerikanischen Einwanderungspolitik. Zu Beginn des 19. Jahrhunderts wurden auf den Passagierlisten 14 Angaben zu den jeweiligen Einwanderern erhoben, zu Beginn des 20. Jahrhunderts waren es bereits 40. In der Regel wurden Name, Alter, Geschlecht, Beruf, Herkunftsland, Name des Schiffs, Abfahrts- und Ankunftshäfen sowie das Ankunftsdatum in den USA erfasst. In der Deutschen Auswanderer-Datenbank werden die Daten der Passagierlisten durch weitere Quellen wie Urkunden und Personenstandsregister ergänzt.
Seit den 1980er Jahren werden in den USA die Passagierlisten elektronisch erfasst. Führend war hier das Center for Immigration Research an der University of Pennsylvania (Philadelphia). Von dort hat die Deutsche Auswanderer-Datenbank die umfangreichen Gesamtdaten für die Jahre 1850 bis 1891 erhalten. Seit 1999 beteiligt sich die DAD an der elektronischen Erfassung der Passagierlisten, die von den National Archives der USA zur Verfügung gestellt werden. Die Deutsche Auswanderer-Datenbank befindet sich noch im Aufbau. Zurzeit umfasst sie die Daten von rund 5 Millionen Auswanderern (Stand: Januar 2023). Erfasst sind die Zeiträume von 1820 bis 1897, 1904 und 1907.

## Datenqualität
Bei den Passagierlisten handelt es sich um handschriftlich ausgefüllte Formulare, die in unterschiedlicher Qualität überliefert sind. Die Lesbarkeit kann durch Beschädigungen des Papiers, unleserliche Handschriften, Streichungen oder Korrekturen beeinträchtigt sein. Außerdem sind die Einträge manchmal nicht eindeutig einer Person zuzuordnen. Oft beruhen die Angaben auf mündlichen Auskünften der Passagiere, so dass es bei den amerikanischen Beamten zu Hörfehlern, Missverständnissen oder absichtlichen Veränderungen (Amerikanisierungen) kommen konnte.

## Recherche
Besucher des Historischen Museums Bremerhaven können an zwei Terminals in den Ausstellungsräumen persönlich in der Datenbank nach ausgewanderten Passagieren recherchieren. Die Erteilung eines Recherche-Auftrags an die Deutsche Auswanderer-Datenbank ist ebenfalls möglich. Seit Dezember 2007 besteht die Möglichkeit, selbstständig über das Internet nach Auswanderern zu suchen. Für Recherche-Aufträge werden Gebühren erhoben. Als Ergebnis der Recherche erhält der Nutzer zu jeder gefundenen Person einen Datenbankauszug mit den überlieferten Daten der Auswanderung.